# シニョール ドン・ファン
『シニョール ドン・ファン』は宝塚歌劇団のミュージカル作品。月組公演。
形式名は「New Musical」。18場。
作・演出は植田景子。併演作品は『花の宝塚風土記』。

## 公演期間と公演場所
- 2003年4月4日 - 5月19日[1]（新人公演：4月22日[3]）　宝塚大劇場
- 2003年6月27日 - 8月3日[2]（新人公演：7月8日[4]）　東京宝塚劇場

## スタッフ
※氏名の後ろに「宝塚」、「東京」の文字がなければ両劇場共通。
- 作曲[3]・編曲[3]：吉田優子、鞍富真一、甲斐正人
- 音楽指揮：御﨑惠（宝塚）[3]、伊澤一郎（東京）[4]
- 振付[3]：羽山紀代美、尚すみれ、前田清実、麻咲梨乃
- 装置：大橋泰弘[3]
- 衣装デザイン：コシノヒロコ[3]
- 衣装：河底美由紀[3]
- 照明：勝柴次朗[3]
- 音響：加門清邦[3]
- 小道具：石橋清利[3]
- 効果：宮廻みさよ[3]
- 歌唱指導：岡﨑亮子[3]
- 演出助手[3]：児玉明子、稲葉太地
- 振付助手：仲本智代[3]
- 装置助手：國包洋子（東京）
- 舞台進行：日笠山秀観[3]
- 衣装協力[3]：ヒロココシノインターナショナル株式会社、株式会社ヒロココシノデザインオフィス
- 舞台美術製作：株式会社宝塚舞台[3]
- 演奏：宝塚歌劇オーケストラ（宝塚）[3]
- 演奏コーディネート：内藤音楽事務所（東京）[4]
- 制作：木村康久[3]
- 演出担当（新人公演）：児玉明子[3][4]

## 配役
※下記のデータは宝塚・東京共通。「（ ）」の人物は新人公演。
- レオ・ヴィスコンティ - 紫吹淳（北翔海莉）[3]
- ジル - 映美くらら（紫城るい）[3]
- ロドルフォ・ドメス - 汐風幸（真野すがた）[3]
- セルジィオ - 彩輝直（彩那音）[3]
- スティーブ・オースティン - 大空祐飛（夏芽凛）[3]
- ジョゼッペ・ペルゴーニ - 霧矢大夢（青樹泉）[3]
- フィリッポ - 月船さらら（白鳥かすが）[3]
- ローサ・ヘミング - 美原志帆（城咲あい）[3]
- パトリシア - 紫城るい（椎名葵）[3]
- カトリーヌ - 城咲あい（音姫すなお）[3]

東京における変更点
- ジョゼッペ - 北翔海莉（霧矢大夢、途中休演による代役）[4]